# André Negrão

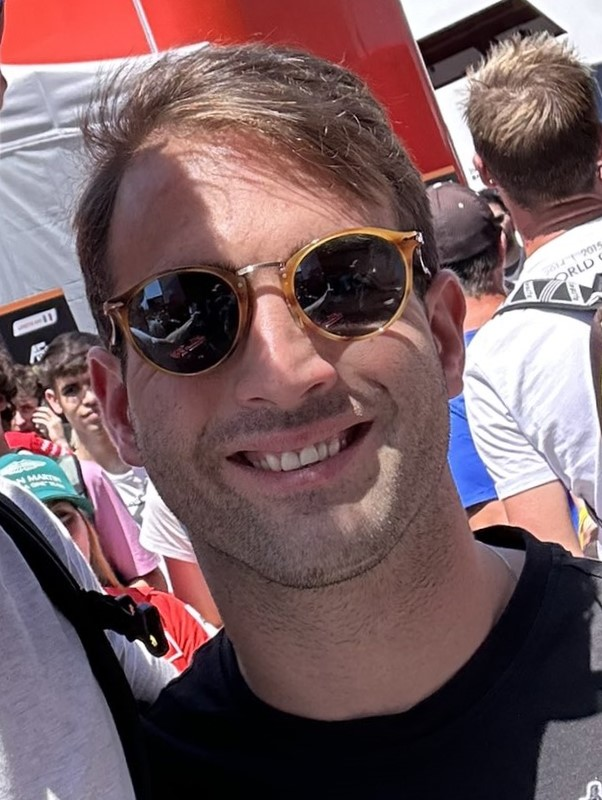
André Negrão 2023

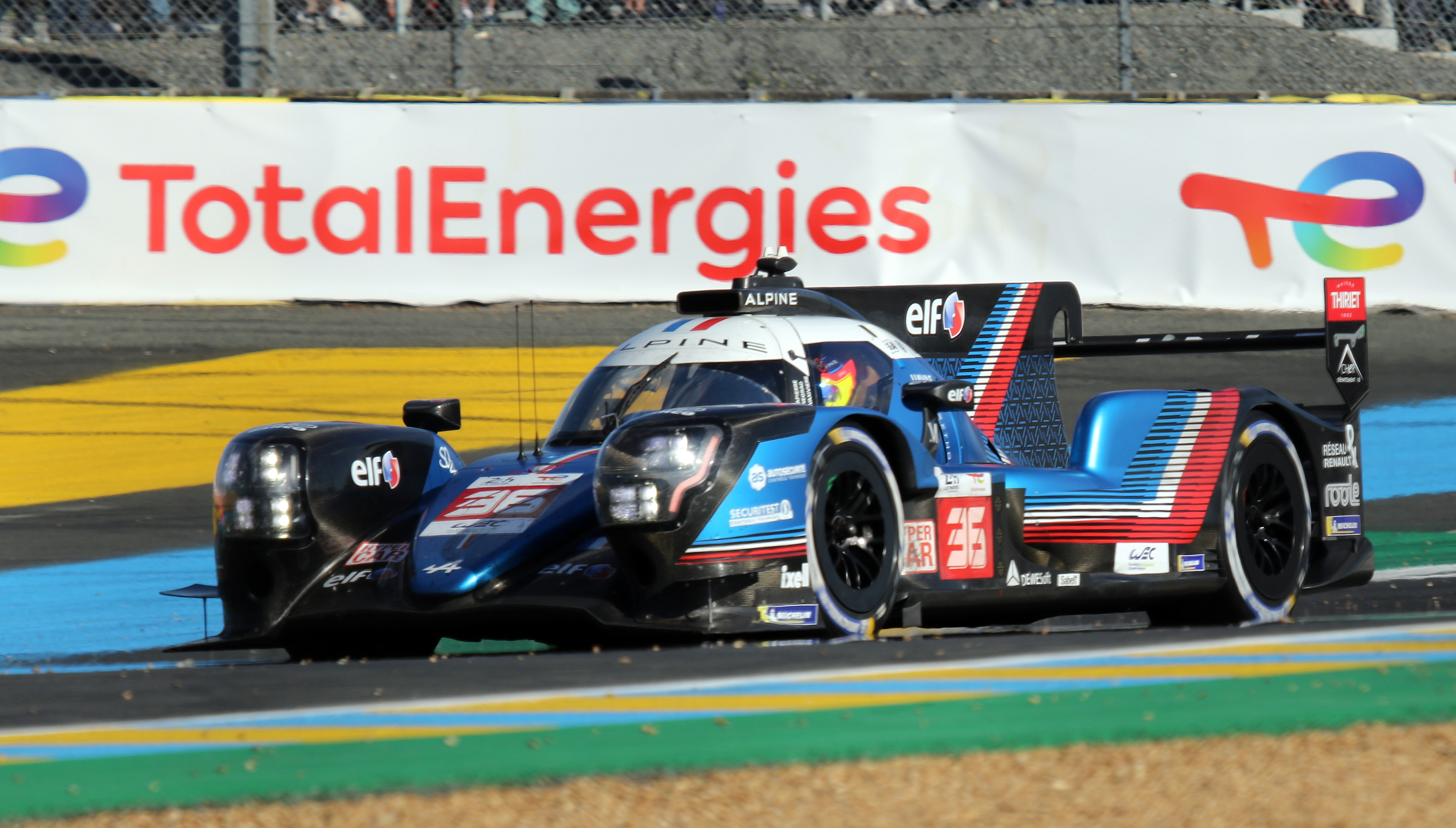
Der von André Negrão beim 24-Stunden-Rennen von Le Mans 2022 gefahrene Alpine A480

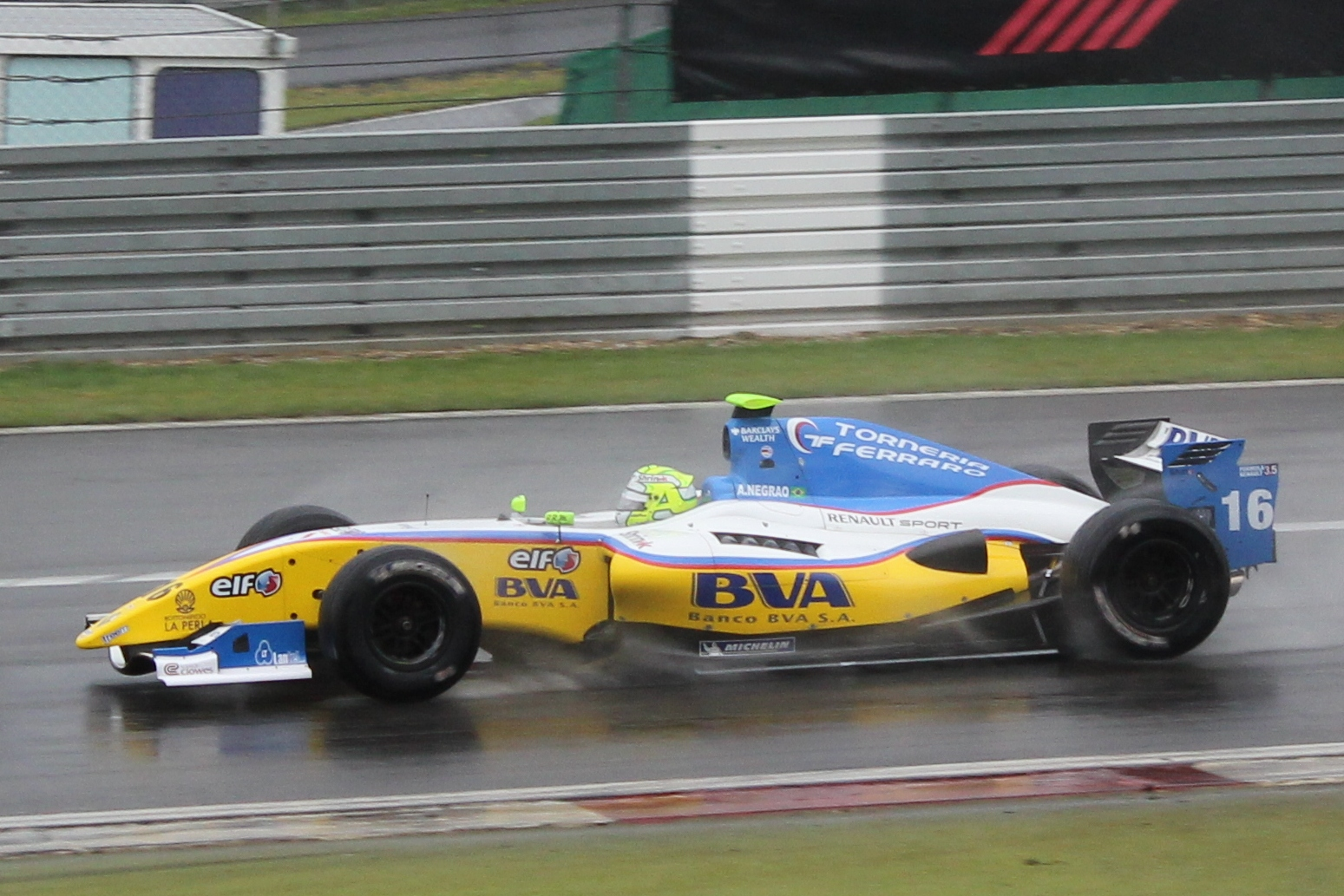
André Negrão für Draco in der Formel Renault 3.5 auf dem Nürburgring 2011

André Negrão (* 17. Juni 1992 in Campinas) ist ein brasilianischer Automobilrennfahrer. Er fuhr von 2011 bis 2013 und 2015 in der Formel Renault 3.5. 2014 und 2015 trat er in der GP2-Serie an. Er ist der jüngere Bruder von Alexandre Sarnes Negrão.

## Karriere
Negrão begann seine Motorsportkarriere im Formelsport 2008 in der westeuropäischen Formel Renault, in der er an den letzten vier Saisonrennen teilnahm. Im Anschluss an die Saison trat er in der Winterserie der portugiesischen Formel Renault Junior an und wurde mit einem zweiten Platz als bestes Resultat Dritter in der Fahrerwertung. 2009 trat Negrão zu jeweils vier Rennen der italienischen und der Schweizer Formel Renault an und belegte in beiden Meisterschaften den 15. Platz. Anschließend nahm er an drei Rennen der südamerikanischen Formel-3-Meisterschaft teil. 2010 wurde Negrão zunächst Zweiter beim F3 Brazil Open hinter William Buller. Sein Hauptaugenmerk lag in dieser Saison auf dem Formel Renault 2.0 Eurocup. Für Cram Competition absolvierte er die komplette Saison. Mit einem dritten Platz als bestes Resultat beendete er die Saison auf dem 13. Platz in der Fahrerwertung. Außerdem startete er zu je zwei Rennen der britischen und nordeuropäischen Formel Renault. Darüber hinaus nahm er 2010 an sechs Rennen der Formel Abarth teil und gewann ein Rennen, das nicht zur Meisterschaft zählte. In der Gesamtwertung wurde er 14.
Für die Saison 2011 wurde Negrão von International Draco Racing für die Formel Renault 3.5 unter Vertrag genommen. Am Saisonfinale musste er wegen gesundheitlicher Probleme pausieren. Mit zwei sechsten Plätzen als beste Ergebnisse beendete er die Saison auf dem 20. Platz in der Fahrerwertung. 2012 blieb Negrão bei International Draco Racing in der Formel Renault 3.5. Mit einem dritten Platz als bestem Ergebnis wurde er 15. in der Fahrerwertung. Damit unterlag er intern Nico Müller, der Neunter wurde. Darüber hinaus wurde er Zweiter beim F3 Brazil Open. 2013 bildeten Negrão und Müller erneut das Draco-Fahrerduo. In Le Castellet stand er als Dritter auf dem Podest. In der Fahrerwertung verbesserte sich Negrão auf den zehnten Platz. Mit 51 zu 143 Punkten unterlag er teamintern erneut Müller.
2014 wechselte Negrão zu Arden International in die GP2-Serie. Zur zweiten Veranstaltung trat er aus gesundheitlichen Gründen nicht an. Nachdem Negrão bei den ersten 14 Rennen ohne Punkte geblieben war, punktete er bei jedem der nächsten sechs Rennen. Er beendete die Saison auf dem zwölften Gesamtrang. Teamintern setzte er sich mit 31 zu 3 Punkten gegen René Binder durch. 2015 blieb Negrão bei Arden in der GP2-Serie. Intern unterlag er Norman Nato mit 5 zu 20 Punkten und wurde 20. in der Fahrerwertung. Darüber hinaus nahm er für Draco, dem Rennstall seines Vaters, an zwei Rennwochenenden der Formel Renault 3.5 teil. Anschließend verkaufte sein Vater den Rennstall.
2016 nahm Negrão für Schmidt Peterson Motorsports an der Indy Lights teil. Er erzielte fünf Podest-Platzierungen und wurde Gesamtsiebter, während sein Teamkollege Santiago Urrutia den zweiten Platz erreichte.

## Statistik

### Karrierestationen
| - 2008: Westeuropäische Formel Renault - 2008: Portugiesische Formel Renault Junior, Winterserie (Platz 3) - 2009: Italienische Formel Renault (Platz 15) - 2009: Schweizer Formel Renault (Platz 15) - 2009: Südamerikanische Formel 3 (Platz 12) - 2010: Formel Renault 2.0 Eurocup (Platz 13) | - 2010: Formel Abarth (Platz 14) - 2010: Nordeuropäische Formel Renault (Platz 23) - 2010: Britische Formel Renault (Platz 32) - 2011: Formel Renault 3.5 (Platz 20) - 2012: Formel Renault 3.5 (Platz 15) - 2013: Formel Renault 3.5 (Platz 10) | - 2014: GP2-Serie (Platz 12) - 2015: GP2-Serie (Platz 20) - 2015: Formel Renault 3.5 (Platz 21) - 2016: Indy Lights (Platz 7) |

### Einzelergebnisse in der Formel Renault 3.5
| Jahr | Team                            | 1   | 2   | 3   | 4   | 5   | 6   | 7   | 8   | 9   | 10  | 11  | 12  | 13  | 14  | 15  | 16  | 17  | Punkte | Rang |
| ---- | ------------------------------- | --- | --- | --- | --- | --- | --- | --- | --- | --- | --- | --- | --- | --- | --- | --- | --- | --- | ------ | ---- |
| 2011 | International Draco Racing      | ALC | ALC | SPA | SPA | MNZ | MNZ | MON | NÜR | NÜR | HUN | HUN | SIL | SIL | LEC | LEC | CAT | CAT | 20     | 20.  |
| 2011 | International Draco Racing      | 14  | 9   | DNS | 11  | 10  | 10  | DNF | 6   | 12  | 20  | DNF | DNF | 16  | 15  | 6   | INJ | INJ | 20     | 20.  |
| 2012 | International Draco Racing      | ALC | ALC | MON | SPA | SPA | NÜR | NÜR | MOS | MOS | SIL | SIL | HUN | HUN | LEC | LEC | CAT | CAT | 36     | 15.  |
| 2012 | International Draco Racing      | 8   | 10  | DNF | 12  | 12  | 19  | 3   | 13  | 4   | DNF | 16  | 15  | DNF | DNF | 22  | 14  | 8   | 36     | 15.  |
| 2013 | International Draco Multiracing | MNZ | MNZ | ALC | ALC | MON | SPA | SPA | MOS | MOS | SPI | SPI | HUN | HUN | LEC | LEC | CAT | CAT | 51     | 10.  |
| 2013 | International Draco Multiracing | 11  | 13  | DNF | 8   | 12  | 7   | DNF | 6   | 6   | 9   | 11  | 21* | 6   | 3   | 11  | DNF | DNF | 51     | 10.  |
| 2015 | International Draco Racing      | ALC | ALC | MON | SPA | SPA | HUN | HUN | SPI | SPI | SIL | SIL | NÜR | NÜR | LMS | LMS | JRZ | JRZ | 4      | 21.  |
| 2015 | International Draco Racing      |     |     |     |     |     |     |     |     |     |     |     |     |     | 12  | DNF | 8   | 12  | 4      | 21.  |

### Einzelergebnisse in der GP2-Serie
| Jahr | Team                | 1   | 2   | 3   | 4   | 5   | 6   | 7   | 8   | 9   | 10  | 11  | 12  | 13  | 14  | 15  | 16  | 17  | 18  | 19  | 20  | 21  | 22  | Punkte | Rang |
| ---- | ------------------- | --- | --- | --- | --- | --- | --- | --- | --- | --- | --- | --- | --- | --- | --- | --- | --- | --- | --- | --- | --- | --- | --- | ------ | ---- |
| 2014 | Arden International | BRN | BRN | ESP | ESP | MON | MON | AUT | AUT | GBR | GBR | GER | GER | HUN | HUN | BEL | BEL | ITA | ITA | RUS | RUS | UAE | UAE | 31     | 12.  |
| 2014 | Arden International | 20  | 18  | INJ | INJ | DNF | 15  | 16  | 14  | 20  | 16  | 18  | 21  | 15  | DNF | 9   | 8   | 5   | 5   | 6   | 6   | DNF | 24  | 31     | 12.  |
| 2015 | Arden International | BRN | BRN | ESP | ESP | MON | MON | AUT | AUT | GBR | GBR | HUN | HUN | BEL | BEL | ITA | ITA | RUS | RUS | BRN | BRN | UAE | UAE | 5      | 20.  |
| 2015 | Arden International | 9   | 8   | 23* | 21  | 21  | 17  | 16  | 21  | 20  | 15  | 20  | 21  | 16  | 14  | 14  | 18  | 15  | 11  | 17  | 20  | 9   | C   | 5      | 20.  |

### Einzelergebnisse in der Indy Lights
| Jahr | Team                                          | 1   | 2   | 3   | 4   | 5   | 6    | 7    | 8    | 9   | 10  | 11  | 12  | 13  | 14  | 15  | 16  | 17  | 18  | Punkte | Rang |
| ---- | --------------------------------------------- | --- | --- | --- | --- | --- | ---- | ---- | ---- | --- | --- | --- | --- | --- | --- | --- | --- | --- | --- | ------ | ---- |
| 2016 | Schmidt Peterson Motorsports w/Curb-Agajanian | STP | STP | PHO | BAR | BAR | INDY | INDY | INDY | ROA | ROA | IOW | TOR | TOR | MDO | MDO | WGL | LAG | LAG | 268    | 7.   |
| 2016 | Schmidt Peterson Motorsports w/Curb-Agajanian | 6   | 5   | 6   | 8   | 11  | 9    | 16   | 15   | 10  | 2   | 13  | 11  | 2   | 2   | 3   | 3   | 9   | 6   | 268    | 7.   |

### Le-Mans-Ergebnisse
| Jahr | Team                    | Fahrzeug    | Teamkollege       | Teamkollege        | Platzierung            | Ausfallgrund |
| ---- | ----------------------- | ----------- | ----------------- | ------------------ | ---------------------- | ------------ |
| 2017 | Signatech Alpine Matmut | Alpine A470 | Nelson Panciatici | Pierre Ragues      | Rang 4                 |              |
| 2018 | Signatech Alpine Matmut | Alpine A470 | Nicolas Lapierre  | Pierre Thiriet     | Rang 5 und Klassensieg |              |
| 2019 | Signatech Alpine Matmut | Alpine A470 | Nicolas Lapierre  | Pierre Thiriet     | Rang 6 und Klassensieg |              |
| 2020 | Signatech Alpine Elf    | Alpine A470 | Thomas Laurent    | Pierre Ragues      | Rang 8                 |              |
| 2021 | Alpine Elf Matmut       | Alpine A480 | Nicolas Lapierre  | Matthieu Vaxivière | Rang 3                 |              |
| 2022 | Alpine Elf Matmut       | Alpine A480 | Nicolas Lapierre  | Matthieu Vaxivière | Rang 23                |              |
| 2023 | Alpine Elf Team         | Oreca 07    | Olli Caldwell     | Memo Rojas         | Rang 19                |              |

### Einzelergebnisse in der FIA-Langstrecken-Weltmeisterschaft
| Saison  | Team             | Rennwagen   | 1   | 2   | 3   | 4   | 5   | 6   | 7   | 8   | 9   |
| ------- | ---------------- | ----------- | --- | --- | --- | --- | --- | --- | --- | --- | --- |
| 2017    | Signatech Alpine | Alpine A470 | SIL | SPA | LEM | NÜR | MEX | AUS | FUJ | SHA | BAH |
| 2017    | Signatech Alpine | Alpine A470 | 9   | 12  | 4   | DNF | 6   | 5   | 6   | 6   | 8   |
| 2018/19 | Signatech Alpine | Alpine A470 | SPA | LEM | SIL | FUJ | SHA | SEB | SPA | LEM |     |
| 2018/19 | Signatech Alpine | Alpine A470 | 8   | 5   | 6   | 8   | 14  | 5   | 9   | 6   |     |
| 2019/20 | Signatech Alpine | Alpine A470 | SIL | FUJ | SHA | BAH | AUS | SPA | LEM | BAH |     |
| 2019/20 | Signatech Alpine | Alpine A470 | 6   | 10  | 9   | 8   | 9   | DNF | 8   | 7   |     |
| 2021    | Alpine           | Alpine A480 | SPA | POR | MON | LEM | BAH | BAH |     |     |     |
| 2021    | Alpine           | Alpine A480 | 2   | 3   | 2   | 3   | 3   | 3   |     |     |     |
| 2022    | Alpine           | Alpine A480 | SEB | SPA | LEM | MON | FUJ | BAH |     |     |     |
| 2022    | Alpine           | Alpine A480 | 1   | 2   | 23  | 1   | 3   | 3   |     |     |     |
| 2023    | Alpine Team      | Oreca 07    | SEB | POR | SPA | LEM | MON | FUJ | BAH |     |     |
| 2023    | Alpine Team      | Oreca 07    | DNF | 20  | 16  | 19  | 18  | 21  | 21  |     |     |